# Ceratrichodes flavus
Ceratrichodes flavus is een eenoogkreeftjessoort uit de familie van de Ascidicolidae. De wetenschappelijke naam van de soort is voor het eerst geldig gepubliceerd in 1871 door Hesse.